# Dansk musiks historie
Om musikken i Danmark og i det førkristne Norden vides intet sikkert da enhver umiddelbar musikalsk overlevering savnes. I national forstand er dansk musik et begreb, der først opstår i vor tidsalder. Men i forhold til landets afsides beliggenhed har tonekunsten tidligt afsat sine mærker og momentvis nået en ikke ringe udvikling. For den allerældste periodes vedkommende besidder vi endog noget ganske enestående i bronzealderens lurer, der kaster et så ejendommeligt lys over en fjern oldtidsperiodes høje teknik og mærkelige sans for toner.
Ganske vist danner lurerne endnu kun et isoleret kulturfænomen, idet vi mangler alle holdepunkter til at knytte dette sammen med den historiske tid, og ganske vist begynder denne historiske periode for dansk musik forholdsvis sent. Men vi er dog i Danmark, ligesom i Norden overhovedet, ikke uden vidnesbyrd om, at tonekunsten også i en tidlig periode har båret blomster, der har afsat frugt.
Musikkens stilling i sagatiden, navnlig dens forbindelse med skjaldekunsten, er endnu ikke fuldstændig oplyst. Selv fra denne fjerne tid besidder vi dog spredte interessante efterretninger, og i de gamle danske kæmpeviser og folkemelodier en musikhistorisk skat, hvis ælde vel ikke bestemt kan påvises - den allerførste optegnelse (folkevisefragmentet i Codex runicus) går ikke længere tilbage end til ca. 1300 – men som dog både i indhold og form så veltalende vidner om Danmarks kultur også på dette område i denne tidlige periode.

## Middelalderlig musik
Den egentlige kunstmusik er en indført kulturplante. I Middelalderen var den navnlig repræsenteret ved kirken, ved den gregorianske sang, der fulgte med den romerske kirke ind i Danmark. Rester af de fordums pragtfulde pergament-messebøger viser, at sangen i det hele har været den samme som i andre katolske lande. Fremhæves må de i begyndelsen af 1900-tallet fremdragne latinske hymner og sekvenser (12.-14. århundrede) fra Lund og fra Ringsted, så overraskende ved deres skønhed og hele kultur, som viser hen til den forbindelse med franske klostre og kirker, som også fra anden side kendes for Danmarks vedkommende i ærkebiskop Eskils, Absalons og Andreas Sunesøns dage.

### Tidlig verdslig musik
Den verdslige musik var repræsenteret ved sangere og farende spillemænd, legere, der med deres fedel eller fløjte kom op til Danmark og fandt tilhold hos drotten eller hans hirdmænd. Om flere af de tyske minnesangere fra 13. århundrede ved vi, at de har stået i forbindelse med Valdemarerne i Danmark. Således har Reinmar von Zweter besunget Erik Plovpenning, selve Tannhäuser har besunget Erik Klipping, Mester Rumeland
kongemordet i Finderup Lade, og Frauenlob har sunget til pris for Erik Menved.
Den ældste kendte danske folkevise med noder er Drømte mig en drøm i nat.

## Renæssancen

### Christian II
Som en til kongens hof knyttet fast institution træffer vi musikken tidligst under Christian II i form af et kantori, der skulle varetage korsangen i kirken, men også gjorde tjeneste ved kongens taffel. Det omtales for første gang i 1519 og var da endnu kun sammensat af to bassangere, to altsangere, tre tenorsangere og ti drenge, som sang diskant.
Ved siden af kantoriet gjorde også et korps af instrumentister tjeneste ved det danske hof. Af dette korps, der i begyndelsen næsten kun var sammensat af blæsere og herfra også i en senere tid beholdt navnet "Trommetere“, opvoksede i tidernes løb det senere kongelige kapel.

### Christian III
Under Christian III og Frederik II bestod Kantoriet af 8 diskantister (drenge), 4 alter, 4 tenorer og 4 bassister; i spidsen for dem stod sangmesteren, senere kaldet kapelmester.
Ved Christian IIIs tid bestod repertoiret dels af flerstemmige bearbejdelser af Reformationstidens koralmelodier, dels af nederlandsk musik: messer, motetter og verdslige chansons for 4. 5 eller flere stemmer.

### Frederik II
Et mere varieret sammensat instrumentistkorps træffes først ved Frederik den 2s tid. Sammen med blæserne ansattes nu både "Fidlere", harpe- og lutspillere. Ligesom trompet- og orgelspillerne var disse dog endnu som oftest af fremmed nationalitet.
Så længe den polyfone musik havde overtaget, gav man sangerkoret (Kapellet) fortrinnet for instrumentisterne. Sangernes antal beløb sig ved
Frederik den 2s død til 23, kapelmesteren iberegnet mens af instrumentister var der (med fradrag af de 15 trompetere, der dannede deres eget korps og kun af og til blev tagne til hjælp ved kunstmusikken) i alt 9 mand.

### Den "nederlandske" skole
Den franco-belgiske ("nederlandske") skole førte på den tid an i musikken. Navne fra denne skole pryder også det danske kongelige kapels lister henved et århundrede igennem, under Christian III, Frederik II og Christian IV. Af dem kan nævnes Georg Preston (måske Jørgen Preston?), Johan Baston, Adrian Petit Coclicus (o. 1499-1563), Franciscus Amsfortius (o. 1559), Arnold de Fine (o. 1530-1586), Gregorius Trehou (1550-1619) og Melchior Borchgrevinck. Christian IIIs "øverste Trompeter" var Jørgen Heide – Under Frederik II søgte i rigt mål engelske instrumentister til hoffet, hvor de tillige optrådte som skuespillere, mimere og dansere ved festlighederne på Københavns Slot og på Kronborg under anførsel af William Kemp (død o. 1603), Shakespeares ven og kunstfælle.

### Salmesang
Som folkeligt element fik salmesangen i reformationsårene en særskilt betydning, og kongerne sørgede for, at kundskab til musik kunne blive alment udbredt. I latinskolerne udgjorde sang og musik et fast lærefag, også universitetet fik for dette fag en egen lærestol, som bestod indtil ind i midten af 18. århundrede. Dels ved disse institutioner, dels ved kongens direkte forsorg udviklede der sig et ejendommeligt musikliv i den lykkelige periode Danmark oplevede i begyndelsen af Christian IV's regering.

## 1600-tallet

### Christian IV
En ny situation for musikken i Danmark indtrådte under Christian IV. Endnu under formynderregeringen i Christian IVs barndomsår bestod kantoriet af kun seks medlemmer; disse benyttedes i hovedsagen endnu kun til at fordoble korstemmerne i den vokale sats. Men netop på denne tid indtraf en ændring i den musikale tilstand. Efter, at den nederlandske kunst i en del år havde været den herskende, rykkede den italienske frem med madrigalen i spidsen, og samtidig fik også instrumenterne i de flerstemmige italienske instrumentaldanse omsider lejlighed til at fremtræde selvstændigt. Instrumentistkorpset fik fra nu af en vis betydning: efter at Christian IV i året 1596 personligt havde overtaget regeringen, ansås det endog for at være lige så vigtigt som sangerkorpset. Han var i sin opvækst både blevet undervist i sang og i instrumentalmusik og var ifølge troværdige kilder så øvet i musikken, at han selv kunde musicere med sine børn, der ogsaa blev godt oplærte i musikalsk henseende. Prins Christian sang vel fra bladet, og Leonora Christina lærte i sin barndom at spille på spinet; senere dyrkede hun også viola da gamba, fløjte og guitar.
Frem for alt kom Christian IVs musikinteresse hans kapel til gode. Ganske vist inviterede han endnu mange udenlandske kapaciteter, men han virkede samtidig også for at opelske og få det bedste ud af landets egne musikbegavelser. Talentfulde danske drenge blev satte i skole hos de indkaldte fremmede musikere; senere blev de dygtigste af dem sendt udenlands for at fuldende deres uddannelse hos tidens store musikmestre, blandt hvilke Giovanni Gabrieli dengang særlig nød anseelse som lærer.
Med betydelige omkostninger underholdt Christian IV et talrigt og veludrustet kapel af sangere og instrumentister, et af de største på sin tid i Europa, med ikke få udenlandske mestre i sin midte, som englænderen John Dowland, tyskerne Melchior Schildt og Heinrich Schütz og mange andre. Christian IV stod i udlandets øjne som en fremragende musikalsk mæcen, hvorom flere dedikationer fra udenlandske tonemestre vidner. Af andre musikere kan nævnes William Brade (1594-1596, 1599-1606 og 1620-1622), Jan Tollius (1601-1603), Vincentius Bertholusius (1607-1608),
Nicolo Gistou(eller Nicolas Gistow, død 1609), Thomas Simpson, Matthias Weckmann.
Også udviklingen af indenrigske musiktalenter sørgede kongen for, idet hans opmærksomhed var rettet på ophjælpning af unge danske musiktalenter, som han sendte til Italien og til England for at studere hos de største mestre. Som det fremmeste af disse må nævnes Mogens Pedersøn, Hans Nielsen, Hans Brachrogge og Jacob Ørn, der blev de første danske komponister, der har gjort sig gældende som sådanne.
Også orgelspillet har betydelige danske repræsentanter fra denne periode: Truid Aagesen, Johan Lorentz den yngre og den langt ud over Danmarks grænser berømte Diderik Buxtehude, der dog fik sit egentlige virkefelt ikke i Danmark, men i Lübeck. I Hans Mikkelsen Ravn (Johannes Michaelis Corvinus) fik vi den første danske musikteoretiker (Heptachordum danicum, 1646).

### Frederik III
En brat ende fik denne for dansk musik så lovende begyndelse ved de ulykker, der i anden halvdel af 1600-tallet væltede ind over landet. For den nationale musikalske opvækst var der senere ikke længere den samme plads som tidligere, og udviklingen blev nu væsentlig båret frem af udlændinge. Den tyske musiker Kaspar Förster (1616-1673) var Frederik III's kapelmester, og kapellet dyrkede efter fransk mønster hovedsagelig kammermusik med franske "Hof-Violons".
Under Frederik IIIs tid nævnes først Pascal Bence som leder for de kongelige violinister, men i 1667 forskrives, rimeligvis for første gang, en hel besætning af franske violinister, 6 i alt, med Gaspard Besson som leder; det er tydeligvis fra nu af den franske kammermusik, det allerede fra Ludvig XIIIs tid bekendte violinistkorps, "Les 24 Violons", der blev den danske kammermusiks forbillede.
Christian V udvidede det franske violinistkorps til 8 medlemmer, blandt hvilke Poul Christian Schindler, ophavsmanden til "Der vereinigte Götterstreit“, figurerer som gambist.

### Christian V
Først under Christian V, der som kronprins på en rejse til Frankrig havde fået smag for Ludvig XIVs glimrende hofførelse og i offervillighed og fornøjelsessyge ikke synes at have stået stort tilbage for sit forbillede i Frankrig, afløstes hofballetten af operaen, af det virkelige sangdrama.
Christian V's ophold i Frankrig faldt før Lullys fremtræden, altså i en tid, da hofballetten dér endnu var i fuldt flor; man må derfor formode, at det snarest var den hamborgske opera, som gav impulsen til musikdramaets indførelse i Danmark. Det tyske sprog var jo på Christian Vs tid modesprog i Danmarks højere kredse, og København og Hamborg stod i stadig og livlig forbindelse med hinanden. Hamborg havde i 1678 fået en fast opera, og Christian V fik sandsynligvis deraf den idé også at give operaen en fremtrædende placering i København. Forudsætningerne for noget sådan var allerede til stede. Kongen besad først og fremmest et ypperligt kapel, hvis instrumentale del blev forestået af et indforskrevet dygtigt fransk violinistkorps, og som desforuden var vel forsynet med dygtige sangere. Også et vel organiseret balletkorps stod kongen til rådighed. Det eneste, man savnede, var et lokale. Det hofteater, der 1685 eller 1686 var blevet indrettet i riddersalen på Københavns Slot, var for ringe til, at det kunne anvendes til operaen, der jo gjorde fordring på et stort maskineri for at muliggøre de i den så hyppigt anvendte "gudeåbenbareiser og skynedladelser". På en del af den grund, der senere optages af Amalienborg Plads og den tilstødende nordlige del af Amaliegade, påbegyndte man derfor i oktober 1688 opførelsen af et operahus, der skulle indvies på kongens fødselsdag det følgende forår.
Skønt det ny teater kun var tømret sammen af fyrtræsbrædder, tog det sig smukt ud indvendigt. Ved en søjlegang var slottet sat i forbindelse med operahuset, og indgangen for de kongelige var dekoreret med prægtige transparenter og plantegrupper. Gennem en med billedstøtter og kongens navnetræk smykket port nåede publikum ind på tilskuerpladsen, langs hvis vægge der var opstillet store transparenter af oliegennemtrukket silketøj, medens 800 små lamper oplyste den med mos og enebærris dekorerede sal, hvis hvælvede loft funklede med mange gyldne stjerner.
Orkesteret var anbragt skjult for publikum i et rum mellem scenen og en foran den opført forhøjning, som var udsmykket med duftende blomsterrabatter.
Til at åbne forestillingerne i den ny hofopera valgte man den tyske opera "Der vereinigte Götterstreit", digtet af stud.theol. P.A. Burchard og sat i musik af en af kongens "Violons", kongelig kapelmusikus Poul Christian Schindler. Indholdet var i den ægte festoperastil og gik, som skik og brug krævede det, i hovedsagen ud på at forherlige det høje fødselsdagsbarn. Teksten er bevaret, men musikken er gået tabt.
Det prægtigt iscenesatte musikskuespil blev af det elegante publikum på kongens fødselsdag den 15. april 1689 modtaget med stor begejstring. For at endnu flere kunne få lejlighed til at se det, befalede kongen en genopførelse den 19. april. Dagen kom, og det stærkt interesserede publikum sad allerede på plads i fuld nydelse af musikken og af det sjældne skuespil, da der udbrød en brand. Ved uforsigtighed var der gået ild i de enebærris, der smykkede teateret, som med sit let fængelige indhold i et nu blev antændt fra gulv til loft. Da døren ind til slottet var lukket, og teaterets vinduer alle var lukkede med jernstænger, trængte alle i angstfuld hast til hovedudgangen, hvor døren imidlertid gik indad og hindrede folk, der jo med al magt pressede på indefra, i at komme ud. Kun skuespillerne og enkelte af tilskuerne slap ud af en bagdør, som kun få kendte. Resten, henved 180 mennesker, omkom. Med denne katastrofe ophørte operaopførelserne foreløbig igen. Først i Christian Vs sidste leveår, 1699, fandt der i anledning af hans fødselsdag igen en operaopførelse sted ved hoffet.
Senere kom der tysk opera fra Hamburg, i hvilken anledning den geniale Reinhard Keiser fra Hamburg gentagne gange virkede ved hoffet. Derefter kom franske skuespillere med deres musikalske intermedier i hyrdestilen, endelig den italienske opera.

## 1700-tallet

### Frederik IV
Opførelsen af et nyt operahus af sten blev igangsat i 1699 men det blev først fuldført i Frederik IVs regeringstid. Som operateater beskrives bygningen i samtidige beretninger som "prægtig", og den indviedes den 28. august 1702 på dronningens fødselsdag med en forestilling af de franske hofkomedianter. Den første opera, der blev givet i det ny lokale, var formentlig "Il Gige fortunato", der i året 1703 af Bartolomeo Bernardi blev komponeret til prins Carls fødselsdag.
Af de italienske Operaer, der senere blev opførte i dette teater, har man kun navnet på en enkelt, nemlig "Don Quixote", komponeret af kongelig kammermusikus Th. Meier og opført i 1716. Fra den mellemliggende tid véd man kun besked om skuespil, men ikke om nogen bestemt opera. At der ikke desto mindre er blevet opført italiensk opera i København i disse år, beviser kongens bevilling på 500 rigsdaler til Bernardi og Meier, anno 1711, "for den Bekostning, de paa senest holdende kongelig Opera anvendt haver".
Et fast italiensk operaselskab ejede København den gang ikke. Kun et par måneder ad gangen lod kongen nu og da italienske sangere komme til landet og give forestillinger.
Sammen med italienske operaopførelser bidrog ved det 18. århundredes begyndelse også kammermusikkoncerter til hoffets musikalske underholdning. Den Bartolomeo Bernardi, der i året 1703 glædede det danske hof med kompositionen af en italiensk opera, "Il Gige fortunato", var egentlig violinspiller og var ved den tid nylig kommet til Danmark på foranledning af Frederik IV, der sandsynligvis havde hørt ham i Italien og dér var blevet begejstret for hans violinspil. Omtrent på samme tid fik den danske kammermusik en anden værdifuld tilvækst i sangeren Th. Meier, komponist af den nævnte opera "Don Quixote".
På musikprogrammet til hof koncerterne repræsenterede ved Frederik den IVs tid Corelli de instrumentale kammermusikværker, sonater og koncerter (også Concerti grossi), for et og flere soloinstrumenter. Den vokale kammermusiks, altså solo-ariens og kantatens, hovedrepræsentant var derimod Alessandro Scarlatti. Til disse to komponister sluttede der sig selvfølgelig også andre. Med de franske violinister fik sandsynligvis også fransk musik, af Jean-Baptiste Lully, André Campra med flere, plads på programmet. De lejlighedskompositioner, der tiltrængtes på kongelige fødselsdage eller ved andre familiefester, leverede i almindelighed kongens egne hofkomponister, Bernardi og Meier.
Bernardi blev i 1729 udnævnt til kongelig dansk kapelmester og døde 1732 som en temmelig gammel mand.

### Reinhard Keisers virksomhed
En komponist, der i disse år både på koncert og i teater bidrog til det danske hofs musikalske underholdning, var hamborgeren Reinhard Keiser. Det kan siges, at Reinhard Keiser bragte Hamborgeroperaens glansperiode til Danmark, men også, at han tillige indirekte blev årsagen til dens forfald. Med ham stod og faldt denne institution, hvis levetid kun var kort, men som i den korte periode, da den bestod, opnåede et enestående ry. Rygterne om den hamborgske operas herligheder lød ved det 18. århundredes begyndelse selvfølgelig også højt i Danmark. Kronprins Christian, der i juli 1721 rejste til Sachsen for at hjemhente sin brud, Sophie Magdalena, benyttede lejligheden derned til at aflægge Hamborgeroperaen et besøg, og fandt stort behag i den. Det var sikkert netop for at fornøje kronprinsen og hans tyske brud, at Frederik IV i september samme år engagerede et hamborgsk operaselskab til at komme herop og give forestillinger i anledning af det unge kronprinsepars indtog i Danmarks hovedstad. Truppens direktør var en vis Johann Kayser, men ikke, som det i almindelighed hedder, Reinhard Keiser. I hvilket forhold sidstnævnte, der i de samme år også kom til København, stod til dette selskab, vides ikke, man véd kun, at hamborgerne her bragte flere af hans operaer til opførelse.
Johann Kayser indfandt sig i god tid for at tage forholdene i øjesyn, men de tilfredsstillede ham ikke. Det egentlige operahus var nu taget i brug på anden måde; man kunne derfor kun anvise ham slotsteateret, hvis øjeblikkelige indretning imidlertid ganske umuliggjorde opførelsen af den art pragtoperaer, som hamborgerne bød på. Det måtte altså ombygges. Ombygningen, der blev ledet af kongen selv, tog så lang tid, at man måtte udsætte indtoget. Først i oktober var man så vidt færdig, at direktøren kunne afhente de kunstnere, der endnu manglede. Truppens medlemsantal anslås til mindst en halv snes, men kan med bestemthed kun navngive to af de pågældende sangere, nemlig primadonnaen Madame Kaiser, der var en af den hamborgske operas berømtheder, og sangeren Carl Ludvig Westenholtz.
På indtogsdagen, den 18. december, betrådte hamborgerne, for første gang brædderne i operaen "Cloris und Tirsis". Hvem der havde digtet og komponeret dette Værk vides ikke. Sandsynligvis drejede det sig kun om en af forskellige operaer sammenplukket "Pasticcio". Således har man genfundet Scheibe’s "Musicus criticus" en af arieteksterne, som dér henføres til en anden, langt ældre opera, "Pompejus". Som helhed er teksten i "Cloris und Tirsis" lige så uskøn og meningsløs som alle hamborgske operatekster fra den tid; man må derfor undres over, at dette værk, således som det påstås i bladene, gjorde lykke hos de kongelige herskaber.
Hamborgerne blev i København i to sæsoner og opførte i denne tid ikke så få af Reinhard Keiser’s operaer; flere af dem var nye og rimeligvis udtrykkelig komponerede for København.
Keiser opholdt sig både 1722 og 1723 her som grev Wedells gæst og fik som tak for de kompositioner, han skrev for hoffet, tillagt titel af "kongelig dansk Kapelmester". Om han var engageret hertil af kongen lader sig ikke med bestemthed sige; måske søgte han kun herop for om mulig at faa fast ansættelse, hvad han dog ikke fik.
I året 1723 forlod direktør Kaysers trup den danske hovedstad til stor glæde for de danske skuespillere, men mindet om hamborgerne blev tilbage og bevirkede, at Christian VI året efter Reinhard Keisers død, i 1739, engagerede hans datter, Sophie Dorothea Lovisa Keiser, som dansk hofsangerinde. Da hun allerede 1742 igen trak sig tilbage, antoges i hendes sted Keisers efterfølger i det hamborgske domkantorat, Johann Gottfried Riemschneider, en aldeles fortrinlig sanger, der i sin tid havde sunget under Händels ledelse i London.

### Christian VI
En ny periode indtraf med Christian VIs regeringstid. I henseende til teateropførelser blev denne en fuldkommen stille periode. Kongen havde aldrig næret sympati for det danske skuespil. Anderledes forholdt det sig med det udenlandske musikskuespil, der i tidligere dage havde opfyldt ham og været ham til megen glæde både under hans besøg i Hamborg og siden i København. Kongens interesse for operaen mødte imidlertid en ubetinget modstand hos præsterne, hvem kongen som pietist satte til dommere over alle sine foretagender, og som på hans forespørgsel om, hvorvidt skuespillet var tilladeligt, svarede med at erklære det for en djævelens opfindelse, der i moralsk retning kun var menneskeheden til skade. Præsterne endte deres skriftlige erklæring med den virkningsfulde trussel, at den endnu havde den allerstørste skyld, der havde magten til at forbyde og fraråde "allen den Gräuel", og dog ikke gjorde det.
Musikken havde imidlertid nu så mange venner i hovedstaden, at præsternes forbud mod alle slags skuespil og dermed også mod operaen, kun lukkede det musikelskende København én dør, for på stedet at åbne det en anden. I operaens sted trådte nu de første offentlige koncerter.
Først under Christian VI bliver der i København tale om et virkeligt musikliv, og midtpunktet for dette musikliv bliver koncerterne. Manglen på fagmusikere nødte nemlig koncertentreprenørerne til i hovedsagen at hjælpe sig med dilettanter, en omstændighed, der i høj grad virkede til at udvikle og fremme musikplejen i hovedstadens private kredse. Hovedmassen af den musicerende ungdom i København var den gang studenterne, hvad der rimeligvis havde sin årsag i, at latinskolerne her hjemme endnu i en forholdsvis sen tid lod musikken gå side om side med de andre skolefag og særlig lagde vægt på instrumentalmusikkens pleje. Et hovedsamlingssted for den musikalske akademiske ungdom i København var på denne tid Ludvig Holberg’s hjem. Holberg havde i sine studenterdage selv plejet musikken med stor iver og medvirkede som flittig fløjte-, violin- og gambaspiller måske endnu personlig ved de lørdagskoncerter, han som universitetsprofessor i sit hjem satte i gang til glæde for de studerende.
Om musikopførelsernes art i det holbergske hjem forlyder der intet nærmere, heller ikke véd man, om de har været tilgængelige for udenforstående; hvis dette har været tilfældet, var de i det mindste på ingen måde de eneste og heller ikke de første koncerter, der fandt sted i København.
Allerede 1727 bekendtgjorde en dansk avis afholdelsen af ugentlige onsdagskoncerter i Stadt Hamborg i Skindergade "mod betalt entré". Disse koncerter, der synes at have været satte i scene af udlændinge, stod, som det lader, dog endnu ene i deres tid.
Først omkring 1740 begynder koncertvæsenet i Danmark at spille en mere fremtrædende rolle. Man hører i det nævnte år om hele to koncertforetagender, der sættes i gang i hovedstaden. I et par vintre trives disse to koncerter jævnsides, men 1743 satte italieneren Leonhard Pescatori med sine koncerter de indenlandske koncerter således i skygge, at de rimeligvis igen ville være gåede ind. hvis ikke "nogle Velyndere af god Gout i Musiken” havde taget sig af dem. Med oprettelsen af det musikalske societet trådte det danske koncert væsen i året 1744 ind i et nyt og højere stadium.
De folk, der i disse år satte så megen kraft ind på at fremme københavnernes interesse for god musik, må atter søges i Holbergs nærhed. De begejstrede ledere af denne bevægelse var netop to af Holbergs nære venner og bekendte; den ene var cand.jur. Joh. Erasmus Iversen, senere kantor ved Vor Frue latinske skole, der både udmærkede sig som sanger, som koncertdirigent, som komponist og som musiklærer, den anden var den kongelige danske kapelmester Johann Adolph Scheibe.

### Italienerne 1747-48
I sæsonen 1747-48 begyndte italienerne deres forestillinger under Pietro Mingotti på Charlottenborg, kapelmestre var Giuseppe Sarti og Scalabrini samt (1748-49) den unge Gluck, der i anledning af kronprinsens (Christian VII's) dåb komponerede et festspil. Skønt italienerne var på mode, manglede det dog ikke på opposition mod denne operas optræden. Navnlig trådte den kendte tyske musiker og forfatter Johann Adolph Scheibe, der en tid lang virkede i København og havde titel af kongelig dansk kapelmester, med stor energi i skranken for en reform af operaen. Det er muligt at Gluck herigennem har modtaget de første impulser til sine senere reformatoriske værker.
Efter den italienske opera blev især den franske Opéra comique af betydning for stilen i syngestykkerne på Den Danske Skueplads, teatret.

### Indenlandske koncertforetagender i 1700-tallet
Mere end alt dette fremmede, der dog aldrig slog fast rod i dansk jordbund, interesserer de forskellige indenlandske koncertforetagender. Fra midten af 18. århundrede førte de under vekslende kår en ret frodig tilværelse og vidner om en til tider ikke ringe musikalsk interesse, der åbenbart har været af betydning for udviklingen.
Som begyndelsen til et offentligt koncertvæsen opstod der adskillige musikalske societeter i Danmark i 1700-tallet med næsten enlydende og let forvekslelige navne; de første musikselskaber i en kort perioden under navn af Collegium musicum.
Man havde med oprettelsen af teatret i Lille Grønnegade i 1722 fået en national teaterscene Den danske Skueplads, og et par årtier senere – i 1740'erne – fik man den tanke at indrette koncerter ved egne kræfter og valgte formen af et musikselskab som man havde gjort før i Europa.

### Musikselskabernes baggrund
Allerede i 16. og 17. århundrede opstod der rundt om i Europa og navnlig i Tyskland musikalske selskaber hvoraf de fleste dog snart forsvandt igen. Nogle af selskaberne tog italienske akademier fra renæssancen til mønster, andre knyttede sig til skole og kirke med det hovedformål at give kirkemusikken på de store højtider et usædvanligt og festligt præg, og det var folk af den lærde stand der således begyndte at musicere. Det var derfor fortrinsvis universitetsbyerne, der blev sæde for denne form for mere eller mindre private musikforeninger. I Leipzig dannede studenterne i begyndelsen af 1700-tallet et velbesøgt musikalsk kollegium – et Collegium musicum oprettet af Georg Philipp Telemann 1701/02 – der udførte kirkemusikken i Neukirche og holdt øvelser på et kaffehus hvor også tilhørere havde adgang. I 1730'erne havde byen to forskellige ugentlige studenterkoncerter hvoraf den ene blev dirigeret af Johann Sebastian Bach.
I England havde man haft nogle af de første offentlige koncerter fra begyndelsen af 1670'erne under ledelse af et medlem af The King's Music, komponisten og violinisten John Bannister.

### Optakten i Danmark
At der i den pietistiske Christian 6.'s regeringstid 1730-46 ikke kunne gives teaterforestillinger, kan have medvirket til at København blev en af de byer der forholdsvis tidligt udviklede et omfattende koncertliv.
Schiørring meddeler at dette skulle fremgå af offentlige bekendtgørelse for sommeren 1727 at der hver onsdag eftermiddag i hotel Stadt Hamborg skulle 'afholdes en smuk vokal- og instrumental musik, som begynder præcis kl. 15'.
Man antager at Holberg allerede under sit ophold i England mellem 1706 og 1708 oplevede friluftskoncerterne i Vauxhall Gardens; i Oxford var han medlem af The musical Club, der gav koncert hver onsdag, og passager i et af Holbergs epigrammer fra 1737 om "de musikalske Kollegier" – som på visse bestemte dage blev afholdt i hans hjem – skulle tale for at disse koncerter ikke havde privat karakter, og at Holberg var aktiv i at fremme disse foretagender.

### "Det musikalske Societet" (1744-49)
På et af de tidligste af dem, Det musikalske Societet (1744-49), satte Holberg så megen pris, at han stillede det sammen med selve Den danske Skueplads og kaldte det "yndet og admireret såvel af fremmede som af egne Landsmænd". Cand. jur. Johannes Erasmus Iversen (1713-55) var en af lederne og en af de få danske mænd, som på dette tidspunkt gjorde sig gældende i musik. Det musikalske Societet, hvor også Johann Adolph Scheibe og C.A. Thielo (1707-1763) spillede en rolle, måtte imidlertid ligge under i konkurrencen med den italienske opera.
Men snart opstod flere andre lignende selskaber af kunstinteresserede dilettanter og musikere, hvis opgave det var "at bringe Musikken blandt vore Landsmænd i Flor". Enkelte af disse selskaber fortsatte deres tilværelse endog langt ind i 19. århundrede, rigtignok under noget ændrede forhold, idet klublivet særlig trådte frem. Blandt de vigtigste kan nævnes Det kongelige musikalske Akademi (1767-1817) og Harmonien (1778-1830).

### "Rådhusstrædets-Selskab", o. 1750-73
Det ældste musikalske selskab, der holdt offentlige koncerter i København for betaling, skriver sig fra Holbergs tid; det havde først lokale hos vintapperne Cardinal og Pilloy i Pilestræde (nr. 32 o. 1900), derefter i Bryggernes Laugshus på hjørnet af Skindergade og Klosterstræde, hvor det fra maj 1744 fortsattes, efter at være blevet omorganiseret, under navn af "Det musikalske Societet". Den ledende ånd i dette selskab af musikvenner, hovedsagelig bestående af studenter, civile og militære embedsmænd, var den kongelige kapelmester Scheibe og den senere kantor ved Vor Frue latinske skole, J.E. Iversen, der både var sanger, virtuos, koncertdirigent, komponist og musiklærer og ligesom Scheibe stod i venskabeligt forhold til Holberg. Formålet var dobbelt: "uskyldig Tidsfordriv", som det siges i statutterne, men selskabet skulle tillige være en musikskole, et akademi i det små, hvor den lønnede koncertmester (Iversen) en gang om ugen skulle undervise medlemmerne.
Det musikalske Societet florerede især i Christian VIs tid; men skønt Frederik V i 1747 gav det frit lokale på Charlottenborg (hvorfra det dog hurtigt blev fortrængt af den italienske opera), gik det jævnt tilbage under de forandrede forhold og måtte standse i 1749, da alle "honette Folk" strømmede til italienerne. Alligevel vedblev Iversen, der stiftede et Collegium musicum, og andre at give offentlige koncerter i Bergs Sal i Læderstræde, i Bryggernes Laugshus, i madame Lyders gård ved Gammelstrand, i vintapper Sieur Rhodes gård i Klædeboderne og andetsteds, indtil der i 1750 blev oprettet et nyt musikalsk selskab af kunstnere, dilettanter og musikvenner, som holdt ugentlige koncerter i et lokale i Rådhusstræde, tæt ved Nytorv, hvorefter det i reglen kaldtes: Rådhusstrædets-Selskab. Denne forening fik hurtig et aristokratisk præg, da det blev mode blandt standspersoner at dyrke musikken, og holdt sig i seksten år uden konkurrence, indtil et andet musikalsk selskab, som især blev rekrutteret fra bourgeoisiets og den dannede middelstands kredse, i 1766 begyndte at give koncerter i Bryggernes Laughus. Digteren Johannes Ewald og hans ven, den højt ansete komponist og kapelmester Scheibe var æresmedlemmer i det sidstnævnte selskab, som efterhånden tog luven fra sin ældre medbejler.

### "Det kongelige musikalske Akademi" fra 1766, senere som klub
Fra efteråret 1770 havde begge musikforeninger lokale i Bryggernes Laugshus, men Rådhusstrædets Selskab, som det fremdeles kaldtes, kunne ikke holde stand, men måtte opløse sig i slutningen af 1773, hvorved dets heldigere konkurrent fik forøget tilgang af medlemmer og den 10. august 1774 endog tilladelse til at føre navn af kongeligt musikalsk Akademi. Det bør dog bemærkes, at de aristokratiske koncerter ingenlunde ophørte, fordi Rådhusstrædets Selskab var gået ind; tværtimod fik de et elegantere og prægtigere sving end før.
Der blev vel ikke stiftet en egentlig forening med love og generalforsamlinger, men lederne, den saksiske minister grev Kalenberg og etatsråd, livmedicus v. Berger, indrettede og styrede alt på egen hånd og med så afgjort held, at disse koncerter efter samtidiges forsikring blev de bedste og herligste, man endnu havde haft i landet. Disse såkaldte Concerts nobles blev afholdt i to år (1774 og 1775) i Marechalsgården på Købmagergade (posthuset o. 1900) og derefter i Gjethussalen på Kongens Nytorv og besøgtes af alle byens fornemste herrer og damer. Karakteristisk nok klages der bestandig over det fine publikums livlige passiar, ikke blot før, men under musikken, "thi når der ikke spilles Virtuosnumre eller synges Bravourarier, kort sagt ikke udføres noget påfaldende, som vækker Forbauselse og Beundring, har Koncerten for dem ingen Interesse."
I 1786 ophørte de aristokratiske koncerter, da Gjethussalen blev indrettet til en klub for begge militæretater: "Det militaire Selskab". Også Det musikalske Akademi havde vanskelighed ved at holde sig oven vande imod klubberne, som var blevet højeste mode. I disse bød man nemlig ikke blot medlemmerne ugentlige koncerter, men også andre selskabelige glæder, som lå udenfor de egentlige musikforeningers opgaver. Akademiet synes endog at have været standset i fire år, indtil det i 1790 atter gav livstegn fra sig for nogle år efter at bøje sig for tidens fordringer, opgive sin udelukkende musikalske karakter og blive en klub.

### Klubberne
Tiden mellem 1780 og 1820 var klubkoncerternes tid. De ældste københavnske klubber var opstået allerede i begyndelsen af 1770'erne og afløste kaffehusene hvor småkliker blandt gæsterne havde dannet udgangspunkt for flere private klubber hvor det opkommende borgerskab efter engelsk mønster var begyndt at samles, og da der i perioden mellem 1770 og 1799 ikke anvendtes censur i Danmark, foregik der en livlig politisk og litterær diskussion i disse klubber; fra 1775 dannedes der årligt nye klubber og midt i klub-tiden omkring 1800 skulle der have været 30-40 i København. En af disse klubber var Drejers Klub hvor ideen at indføre musikken som led i de almindelige klubfornøjelser skulle være opstået 1778. Efter Trykkefrihedsforordningen af 1799 forandrede klublivet karakter "fra klubliv til selskabsliv", man blev mere forsigtig med samfundskritiske ytringer.
Til sammenkomsterne i klubberne blev der medbragt lejlighedsviser, digtet af poetisk begavede klubbrødre til næste fest omkring punchebollen; klubvisen kaldes af Clausen "datidens folkesang i borgerlige kredse." Da klubberne i tiden efter 1800 udviklede sig mere i retning af selskabelige foreninger, mistede de også deres førende stilling på sangens område; men klubvisen holdt sig dog som levende sang langt ned i århundredet, idet den fik friske impulser fra forskelligt hold, det folkeliget-nationale foreningsliv, håndværkerstanden og studenterne. Studenterforeningen fik en visebog 1822, og 1839 dannedes Studenter-Sangforeningen. Klubperioden i slutningen af 1700-tallet havde bragt selskabssangen til fuld udfoldelse hvad der også i høj grad kom til at præge familiesammenkomster og andre private selskaber.
Fællessangen ændrede imidlertid karakter i begyndelsen af 1800-tallet fra de hidtidige klubviser til en fællessang der var mere nationalt orienteret; denne sammenkobling mellem fællessang og nationalisme skulle tage sin begyndelse med de krigssange der fremkom med Englandskrigene fra 1801; de blev blandt andet spredt til provinsen ved at skuespiller H.C. Knudsen, der fik tilnavnet "fædrelandets frivillige sanger", rejste rundt og foredrog dem.

### Syngestykker fra 1776
Det første danske syngestykke på Det Kongelige Teater er Belsor i Hytten (1776), med musik af Hans Hinrich Zielche (1741-1802, flautist i kapellet). Som så mange af sine mere fremtrædende værkfæller i kapellet var denne mand af tysk afstamning, så
noget "nationalt" værk skabte han ikke. Men mange af de fremmede komponister akklimatiserede sig i Danmark og skrev musik, der optog afgjort danske træk i sig.
Således Johann Ernst Hartmann den ældre med Balders Død og Fiskerne (1779-80), J.A.P. Schultz med Høstgildet, Peters Bryllup, oratorier, danske sange, F.L.Æ. Kunzen med de interessante og smukke operaer Holger Danske, Erik Ejegod o. a., fremdeles J.G. Naumann og Du Puy, hvilke sidste dog ikke opholdt sig længe nok her til at modtage så megen påvirkning af det danske.
Det kongelige Teater besad fremragende sangerinder i damerne Walther, Dahlén, Frydendahl og Zrza. Som komponister af sceniske
arbejder virkede kapelmester Claus Schall, efter ham J. Frederik Bredal (Ivar Bredal?) Det Kongelige Kapel talte udmærkede kræfter i violinisterne Peter Mandrup Lem, Johann Heinrich Christian Tiemroth, den geniale Wexschall (norskfødt), violoncellisten Frederik Christian Funck, flautisten Niels Petersen ?, oboisten Barth (formodentlig Christian Samuel Barth) med flere i sin midte.

### Syngeskole 1773
Den kongelige danske syngeskole, der begyndte 1773 under Potenza, fortsattes senere under J.W.L. Zinck og nåede til blomstring under italieneren Giuseppe Siboni. Som klaverspiller mærkes Catharina Wernicke og Josephine Tutein, f. Siboni. På alle punkter var der kræfter, som rørte sig. Men endnu kendte vi ikke vort eget.

## Det nationale gennembrud i 1800-tallet
Det nationale gennembrud kom i litteraturen med folkevisebevægelsen i begyndelsen af 19. århundrede og med Oehlenschläger. I musikken kom det dog først henved et slægtled senere med Hartmann og Gade. Overgangstiden betegnes ved navnene Weyse og Kuhlau, begge tyskfødte mænd, men dog begge hver på sin måde af stor betydning for det danske.
Den nordiske folketone i vore kæmpevisemelodier, som tidligere bl.a. allerede Johann Hartmann den ældre havde anet (syngespillet Balders Død, 1779), blev af dem optaget som kunstnerisk udgangspunkt. Weyse komponerede sine romancer og udgav den første kunstneriske bearbejdelse af kæmpevisernes melodier. Kuhlau, der i øvrigt mest fik betydning som formidler af den Mozart-Beethovenske tidsalder, viste ved sin udformning af folkevisestoffet i Elverhøj, hvilken ny og frugtbringende kraft der i dette var tilført dansk musik. Hos Johannes Frederik Frølich som en af de første klinger disse toner allerede tydeligt efter. Det er denne periode, da nationalmelodierne opstod (Weyse, H.P. Rasmussen (Rasmussen, Poul Edvard, 1776-1860, komponisten af Danmark dejligst Vang og Vænge ?), Krøyer (?Hans Ernst Krøyer), Rudolph Bay og flere).
Abrahamson, Rasmus Nyerup og Knud Lyne Rahbek udgav det stort anlagte værk i fire bind Udvalgte danske Viser fra Middelalderen (1812-1814).

### Hovedslaget
Hovedslaget slog dog først J.P.E. Hartmann med melodramaet Guldhornene (1832), hvorefter senere fulgte operaen Liden Kirsten og de andre store værker, som i stigende mål har fæstnet Hartmanns navn i dansk musikhistorie. Hos den yngre Niels W. Gade kom det nationale straks stærkt frem i hans allerførste arbejde, Ossian-ouverturen (1840) og c-mol-symfonien (1842); som bærende understrøm holdt dette sig også i hans senere arbejder.
Gade skal dernæst nævnes som den første nyere danske komponist, der vandt et verdensnavn. Endvidere indlagde han sig stor fortjeneste ved som dirigent i Musikforeningen i København at vække og udvikle sansen for den højere musik og bane vejen for de store monumentale værker fra verdenslitteraturen.
Som samtidige af disse to førere skal mindes: Henrik Rung (romancer og salmer, sceniske arbejder), A.P. Berggreen (sange og salmer, udgiver af den store folkevisesamling og af koralbogen), Johann Christian Gebauer (børneviser, sange og salmer, musikteoretiker), H.S. Paulli, H.S. Løvenskjold (sceniske arbejder), brødrene Edvard og Carl Helsted, Christian Julius Hansen (sange), Emil Horneman sen., krigsårenes folkekære komponist, samt den "danske Strauss", H.C. Lumbye.

### Det følgende slægtled
Med det følgende slægtled udfolder musikken sig i Danmark med en rigdom og mangfoldighed, som står i ejendommelig modsætning til de svage og spredte forsøg i begyndelsen af århundredet. Som naturligt var, blev det de to ofte nævnte førere, som først kom til at mærke udviklingen gennem både deres personlige og kunstneriske indflydelse, således at dansk musik indtil henimod 19. århundredes slutning kan siges væsentlig at stå i Hartmanns og Gades Tegn.
Denne stilretning blev, med al personlig selvstændighed, fulgt af Peter Heise, den danske romancekomponist frem for nogen (også operaer), fremdeles af Emil Hartmann jun., August Winding, Christian Barnekow, Erik Siboni, Franz Joseph Glæser, C.H. Glass med flere. Særlig omkring den Hartmannske retning samlede det efterfølgende slægtled sig med sine hovedrepræsentanter Lange-Müller og Otto Malling.
Kun enkelte af dette slægtled stod mere uberørte af denne, havde snarere tilknytninger til udlandet: Asger Hamerik, C.F.E. Horneman jun., Hans og Gotfred Matthison-Hansen (far og søn), Julius Steenberg, Theodor Bernhard Sick, 1827-93, komponist og officer, til dels Jørgen Malling (Jørgen Henrik Malling, 1836-1905, komponist).

### Musikalske foreninger
Af stor vigtighed for musiklivets fremme har de forskellige musikalske foreninger i hovedstaden og provinserne været. I spidsen står her Musikforeningen stiftet 1836 i København med først Franz Gläser, senere Niels W. Gade, Emil Hartmann, Franz Neruda og Carl Nielsen som dirigenter.
Blandt dens fremtrædende solosangere skal foruden operaens kræfter nævnes Viggo Bielefeldt, Beatrice Diderichsen og Ellen Beck.

#### Cæciliaforeningen
I 1851 dannedes Cæciliaforeningen af Henrik Rung som arnested for den "historiske" musik, senere med H.S. Paulli, Frederik Rung og P.S. Rung-Keller som dirigenter.

#### Kammermusikforeningen
Kammermusikforeningen, som blev stiftet 1868 af Neruda, har med stor fremgang virket på sit område og givet stødet til dannelsen af talrige andre foreninger til kammermusikkens fremme.

### Mandskor
På mandskorets område har Studenter-Sangforeningen (stiftet 1839) været banebryder med dirigenterne J.P.E. Hartmann, Chr. Richardt, C.J. Hansen, Peter Heise, Liebmann, Otto Malling, J. Bartholdy, og S. Levysohn, og i dennes spor er opstået talrige andre foreninger, deriblandt Bel Canto (dir. Vilhelm Poulsen 1875-1930?).

### Musikkonservatorier
Sit første musikkonservatorium fik København 1827, grundlagt af Prins Christian Frederik (Christian VIII) med Giuseppe Siboni som direktør, nærmest til uddannelse af operaens kræfter. Det bestod indtil 1841.
Derefter fulgte det nuværende Det Kongelige Danske Musikkonservatorium der 1867 begyndte sin virksomhed med Gade, Hartmann og Paulli som direktører. Siden 1883 har det fast tilskud fra staten. 1871 grundedes Samfundet til Udgivelse af dansk Musik.
Universitetet oprettede 1896 en lærestol for musikhistorie (Angul Hammerich).
Musikhistorisk Museum med sin store instrumentsamling blev åbnet i 1898.

## Begyndelsen af det 20. århundrede
Den generation, der fulgte lige efter den store Gade-Hartmann-periode i dansk musik, havde kun eet navn at opvise, der blev folkekendt og hævede sig op ved indehaverens originale kunstnerprofil: P.E. Lange-Müller. På overgangen til det 20. århundrede vandt imidlertid den komponist frem, der snart blev alment anerkendt som den første og den førende i dansk musik: Carl Nielsen. Uden direkte at slutte sig til nogen af de efterhånden opdukkende modernistiske retninger, stod han trods årene som typisk repræsentant for, hvad der rørte sig i tiden, idet dog forbindelsen mellem ham og det nationale, navnlig for så vidt dette har udtryk i folkevisen eller anden folkemusik, ikke helt blev afbrudt. Carl Nielsen var — i tidens ånd — erklæret anti-romantiker og formåede således mere og mere at frigøre sig fra den indflydelse fra hans ungdomslærere Gade og Johan Svendsen eller fra I.P.E. Hartmann, som kunne spores i hans tidligere arbejder. Han stod da — navnlig på operaens, Symfoniens og kammermusikkens område — med sin fremragende teknik, der tillod ham (ofte hensynsløst) at føre sine musikalske tanker ud i livet, med sin betydelige produktionsevne, sin stærke vilje og idéprægede stræben på en første plads i dansk musik, og hans værker vandt efterhånden også anerkendelse i udlandet. Til sine landsmænd formåede han på den anden side ved sine folkelige — verdslige og åndelige — sange og viser, i enkel, nærmest før-romantisk stil, an vinde nær tilknytning også uden for de egentlige "musikkredse". Som lærer, der i mange henseender brød med den overleverede "teori", kom Carl Nielsen tillige til at øve stor indflydelse på den efterfølgende generation. På ham selv havde i nævnte henseende Orla Rosenhoff vistnok haft størst indflydelse.
Carl Nielsens egne samtidige var i modsætning til ham hovedsagelig under indflydelse af den franske og tyske ny-romantik, navne som Richard Wagner, César Franck, Anton Bruckner, Johannes Brahms, undertiden også Tjajkovskij og endnu nogle italienske og franske, betød på forskellig måde meget for de fleste af dem, samtidig med, at samhørighed med Gade og Hartmann, ofte også med Lange-Müller, er langt mere kendelig end hos Nielsen. Sådanne komponister er i første række: Viktor Bendix, Gustav Helsted, Louis Glass, Fini Henriques, Hakon Børresen (hos de to sidste tillige påvirkning fra Johan Svendsen, der var deres lærer), endvidere August Enna og Alfred Tofft, der begge dyrkede operaen, den første med et i dansk musik ikke almindeligt og vidtstrakt held og under en indflydelse fra Verdi, der ellers sjælden forekommer i dansk musik.
Helt eller i fremtrædende grad helligede Thomas Laub og N.O. Raasted sig til kirkemusikken, den første som en ivrig og indflydelsesrig reformator af menighedssangen, den anden under delvis påvirkning af Max Reger, hvis stil ellers sjælden spores i dansk musik. Her kan endvidere I.L. Emborg nævnes, der lige som Raasted særlig vandt fodfæste i Tyskland.
Til samme slægtled som Raasted hørte en række yngre musikere, der enten direkte var elever af Carl Nielsen eller nærmest fulgte hans spor, så som Rudolph Simonsen, Emilius Bangert, Nancy Dahlberg og de endnu yngre som i første række Jørgen Bentzon og Finn Høffding, den eneste af denne generation, der dyrkede den muntre (komiske) opera, som dog ellers skulle synes just at ligge et ungt dansk kunstnersind nær. Modernister i form og indhold var især musikere som P. Gram, Knudåge Riisager og P. Schierbeck, men påvirkningen synes her på forskellig vis at være kommet udefra (fransk impressionisme, russisk musik, særlig Stravinskij). Eklektikere må Rued Langgaard (med en stor, broget og ujævn produktion) og Siegfried Salomon, der navnlig havde held som operakomponist, kaldes.
En tendens i tiden var, at jo yngre de modernistiske komponister var, des mere fjernede de sig fra det, samtiden opfattede som traditionen i dansk musik, idet de sluttede sig mere eller mindre nær til den internationale "ny musik", og således forsvandt næsten ganske de danske træk i deres frembringelser eller er højst at finde dér i en egen sindig munterhed, som i øvrigt kan føres tilbage til Carl Nielsen og det udtryk, hans "fynske sind" jævnlig giver sig i hans musik. Et andet træk i tiden var, at det særlig var de mindre orkestrale former samt kammermusikgenren — med en "international" forkærlighed for de blæsende instrumenter — og sange, der fortrinsvis dyrkedes, mens operaer, store symfoniske værker og endnu mere korværker (der forhen ved Gade, Hartmann, Lange-Müller og for en del endnu Carl Nielsen, udgjorde en typisk bestanddel af dansk musik) kendelig trådte i baggrunden.
I modsætning til tidligere tider havde de danske musikere nu (navnlig når de tilhørte en moderne retning) en langt lettere adgang til at få deres arbejder offentlig frem, ja endog til at vente dem opført uden for landet; det skyldtes dels den af Staten støttede "Dansk Koncertforening", dels de i tidens ånd skete organisatoriske sammenslutninger, som "Unge Tonekunstneres Selskab" og navnlig foreningen "Ny Musik", en sektion af det internationale selskab af samme navn, der afholdt musikfester (med nyopførelser af samtidig musik) og på forskellig anden måde gjorde propaganda for de musikere, der havde tilknytning til bevægelsen. Omkring 1930 slog radioen igennem. Statsradiofonien etablerede ved siden af det daglige musikbehov sine udmærkede Torsdagskoncerter, ofte med celebre fremmede dirigenter og betydelige solister. Men derved skabtes en konkurrence med de økonomisk mindre stabiliserede gamle musikforeninger, som måtte vige og lukke dørene. Således forvandt "Musikforeningen", "Cæciliaforeningen", "Dansk Koncertforening" og "Filharmonisk Selskab". Nogen erstatning fik man i et par orkesterforetagender, det ene under ledelse af dirigenten Emil Reesen.
Det må nævnes, at en række musikere fik deres virke uden for Danmarks grænser, som Poul v. Klenau (dirigent og komponist i Wien), E. Schmedes (heltetenor i Wien), Em. Wad, C. Rübner og Otterstrøm (alle i USA), Lauritz Melchior (Wagner-sanger i Tyskland og andetsteds), Henry Holst (violinist i Berlin) og France Ellegaard (pianistinde i Paris).

### Opera
Mellemkrigstiden var en periode, hvor det kneb for den klassiske musik at forny sig på en måde, der gav virkeligt gennembrud. Ganske vist fremkom der indenfor de forskellige musikalske genrer nye værker, men ingen af dem opnåede virkelige gennembrud. Kun to danske operaer opnåede en stor og varig succes og holdt sig på repertoiret: Carl Nielsens "Maskerade" og Hakon Børresens stilfulde "Den kongelige Gæst", men ellers formåede de andre komponisters værker kun få gange at gå over scenen. Blandt disse kan nævnes: Poul Schierbeck’s "Fëte galante", det blev betegnet som et "morsom i påhit, brillant i gennemførelsen". Der var den tungere og alvorligere Ebbe Hamerik’s bolsjevik-opera "Stepan" og hans over et nationalt emne byggede "Marie Grubbe", der blev betegnet som "rig på skønne enkeltheder, men handicappet af en noget forvirret libretto." Af andre kan nævnes Paul v. Klenaus symfoniske opera om dronning Elisabeth, og Finn Høffding med to operaer, den ene med motiv fra H.C. Andersens "Kejserens nye klæder", den anden med lån fra Ludvig Holbergs "Kilderejsen", der dog blev betegnet som "en mindre lykkelig idé". Om dem alle gjaldt, at der udgjorde "et propert og talentfuldt arbejde", men ingen den helt store succes.

### Balletmusik
En nådigere skæbne fik balletkompositionerne. Her var Knudåge Riisager den førende, der endda opnåede samme aften at have premiere på hele 3 balletter: "Tolv med Posten" efter H.C. Andersen, "Slaraffenland", en burschikos parafrase over det gamle eventyr, og "Quartsiluni", en grønlandsk fantasi. Det blev om hans musik sagt, at han "har et eminent håndelag til at få sin musik til at klinge. Helt virtuost blander han farverne på orkesterpaletten, hvad enten det sker i muntre koncertouverturer eller i balletmusik. Lyriker er Riisager så vist ikke; men han har ikke så lidt af den romantiske ironi."

### Symfonier
Carl Nielsen var nytidens store symfoniker, og hans i højeste grad personlige og originale symfonier var stedse på danske musikprogrammer. Mærkelig nok formåede de ikke i nævneværdig grad at interessere udlandets musikdirigenter, thi de var netop udtryk for en abstrakt, ren musik uden anstrøg af national farve som fx Griegs, men måske netop det var grunden til, at de blev forbigået. Carl Nielsens elever, og det har næsten alle blandt sidste generations komponister været — direkte eller indirekte — "har ligesom været ængstelige for i mesterens skygge at give sig i kast med den meget krævende symfoniform." Ganske vist fik Paul v. Klenau fremført to symfonier af kortere omfang, med udpræget rytmik og betydelig opfindsomhed. Men Klenau havde lært mere i udlandet end i Danmark. Blandt tidens nye komponister var Leif Kayser, hvis værk fik sin første opførelse i Göteborg under ledelse af Tor Mann, men ellers undgik de yngre danske komponister med få undtagelser symfonien i den hævdvundne skikkelse og inddeling, men valgte at dyrke den mindre symfoniske form i skikkelse af orkestersuiter, serenader og imitationer af gammel stil. Blandt disse kan nævnes Sv. Schultz og Sv. Erik Tarp samt Jørgen Bentzon.

### Kammermusik
Den danske kammermusik havde tidligere været baseret på strygekvartetten (eller kvintetten) ofte i forening med klaveret; kammermusik for blæsere var sjældnere. Men i den intime musik, de yngre komponister skrev i mellemkrigstiden, finder man ofte kombinationer med træblæsere. Det er ligesom en forkærlighed er fremvokset for disse klange; den som soloinstrument foragtede eller oversete fagot blev draget frem i lyset, og flere koncerter blev skrevet for klarinet og kammerorkester af Herman D. Koppel og Jørgen Bentzon.

### Korsang
Indenfor sangen må fremhæves Mogens Wøldike, som skabte "Københavns Drengekor" og fik gennemført talrige kirkekoncerter.

## Tiden efter 2. verdenskrig
Tiden efter 2. verdenskrig har været kendetegnet ved, at musikken i Danmark i stigende grad er opløst i genrer, ofte inspireret fra udlandet og med hver deres udvikling. Men kan i hovedsagen skelne mellem nyere klassisk musik, folkemusik, jazz, rock, pop.

### Klassisk musik
Blandt repræsentanter for klassisk musik efter 2. verdenskrig kan nævnes:
- Per Nørgård, der har komponeret værker i alle større genrer: seks operaer, to balletter, syv symfonier og andre stykker til orkester, flere koncerter, kor- og vokalværker, et enormt antal kammerværker, ti strengkvartetter og flere soloinstrumenter arbejder. Dirigenten Sergiu Celibidache har sagt om potentialet i Nørgalds store, fejlfri skabelse: "Kun tankerne om en ny tid i det nye årtusinde vil kunne forstå omfanget af Nørgards musik."[48]
- Anders Koppel, der har haft en yderst alsidig karriere inden for rock, klassisk og verdensmusik. Han har komponeret musikken til otte balletter med dansk danseteater, 50 teatralske spil og mere end 100 film.[49]
- Poul Ruders, der er kendt internationalt for den musik han har skrevet til kor, kammerensemble og soloinstrumenter, som ofte udføres uden for Danmark. Det er dog orkestermusik, især hans symfonier og koncerter, som er mest værdsatte i Danmark.[50]
- Hans Abrahamsen er en af de mest bemærkelsesværdige samtidskomponister, hvis værker har udviklet sig fra sin oprindelige New Simplicity-stil, der førte til hans internationalt succesfulde Nacht und Trompeten.[51]

Andre bemærkelsesværdige moderne komponister omfatter Bent Sørensen og Pelle Gudmundsen-Holmgreen (begge vindere af Nordisk Råds Musikpris) og Frederik Magle.
Vigtige spillesteder for klassisk musik er Danmarks Radios koncertsal, Tivolis Koncertsal og Operaen på Holmen.

### Jazz
Jazz fik sit begyndelse i Danmark med Valdemar Eibergs band i 1923 og deres optagelser det følgende år. Men det var i 1925, da Sam Wooding bragte sit orkester til København, at den danske musikscene blev korrekt introduceret til genren. Interessant nok blev tidlig dansk jazz påvirket af tre klassisk uddannede musikere: Erik Tuxen (1902-1957), der skabte en af landets første jazzband, Bernhard Christensen (1906-2004), komponist af både jazz og klassisk musik og Sven Møller Kristensen (1909-1991) der skrev tekster til Christensen samt en række bøger om jazz.
Da jazz blev mere populær i 1930-erne, var en af de stigende stjerner den talentfulde violinist Svend Asmussen (1916-2017), der lavede sine første optagelser i 1934 i en alder af 18 og spillede med sin kvartet i mere end 70 år.
Under den tyske besættelse i 1940'erne blev jazz fortrængt, men mange musikere fortsatte med at spille, mens andre flygtede til Sverige, herunder trommeslager Uffe Baadh. Faktisk blev perioden kendt som "Jazzens gyldne tid", da antallet af koncerter i hoteller og restauranter steg og antallet af optagelser voksede fra omkring 180 i 1935-1939 til over 650 fra 1940 til 1945.
Efter 2. verdenskrig begyndte danske jazzmusikere at opdele sig i en ældre type, som holdt stilen med ældre New Orleans jazz og nyere musikere, der foretrak bebop-stilen kendt fra Charlie Parker og Dizzy Gillespie, der så kom frem i Amerika. Den tidligere blev repræsenteret af musikere som pianisten Adrian Bentzon, trombonisten Papa Bue og trompetisten Theis Jensen, mens sidstnævnte havde navne som saxofonisten Max Brüel, bassisten Erik Moseholm og trompetisten Jørgen Ryg.
I begyndelsen af 1960'erne, da jazzen fik noget af en genoplivning, åbnede Jazzhus Montmartre i København, der afspejler atmosfæren i klubberne i Paris og New York City. Det blev snart et vigtigt sted for både danske og amerikanske kunstnere. Mange amerikanere flyttede til Danmark, herunder Stan Getz, Dexter Gordon, Ben Webster, Lee Konitz og mange andre. Den amerikanske pianist Kenny Drew dannede en trio med trommeslager Alex Riel og bassist Niels-Henning Ørsted Pedersen, der blev en fast del af Jazzhus Montmartre. Danske musikere begyndte også at udforske fri jazz i 1960'erne med saxofonisten John Tchicai som den mest fremtrædende fortaler. Parallelt udviklede en mere mainstream-fløj, herunder saxofonisten Jesper Thilo.
Efterhånden som rockmusikken blev mere populær i 1970-erne, faldt jazzens popularitet, men den havde fortsat støttepunkter som Copenhagen Jazzhouse og Jazz Club Loco samt på den årlige Copenhagen Jazz Festival. Danske jazzmusikere fortsætter med at udvikle jazzens muligheder og bringe nyt liv til nutidig jazz, som den udfolder sig i alle former og størrelser. Nyere fremtrædende jazzmusikere omfatter Carsten Dahl, Jørgen Emborg, Thomas Clausen, Fredrik Lundin, Marilyn Mazur, Mads Vinding, Ib Glindemann, Jakob Bro, Chris Minh Doky og hans broder Niels Lan Doky.
Organisationen JazzDanmark, finansieret af den danske regering, arbejder for at fremme jazz i Danmark og dansk jazz i udlandet.

### Rock og beat
I de tidlige dage af rock og beat tilpassede danske kunstnere sig hurtigt denne nye type musik med succes. Grupper som Peter og Ulvene, Sir Henry & His Butlers, Beefeaters og senere Steppeulvene, Alrune Rod og Savage Rose var blandt de populære bands i Danmark gennem 1960-erne og begyndelsen af 1970-erne. Alligevel lignede dansk rock- og popmusik i disse dage mere tysk schlager end amerikansk eller britisk rock.
I 1970-erne skiftede rockmusikken til at være mere dansk, selv om dette hovedsagelig skyldes sangens sprog og den måde, den passer ind i den nationale dagsorden. De mest succesrige har været Gasolin', Shu-Bi-Dua, Sebastian, Anne Linnet, Gnags, TV-2 og nyere Magtens Korridorer. Kim Larsen, der havde spillet med Gasolin', fortsatte med en meget succesfuld solistkarriere, mens Sebastian har komponeret en række succesfulde musicaler til teater og film. Også Anne Linnet opretholdt sin popularitet i Danmark i årtier.
Indtil ganske nylig havde få danske rockgrupper haft succes uden for Danmark. En undtagelse var D-A-D (tidligere Disneyland After Dark), der fik et hit med "Sleeping My Day Away" i begyndelsen af 1990-erne. I dag er der dog i takt med Music Export Denmark-initiativet flere rockband som i stigende grad har slået igennem internationalt. Disse omfatter Mew, Iceage, Volbeat, Kashmir, The Raveonettes og The Blue Van.
Roskildefestivalen, der afholdes i Roskilde siden 1971, har fremmet rocken i Danmark. Festivalen er den næststørste i Europa, og billetsalget normalt løber fra 70.000 til 100.000 stykker. Festivalen har fremhævet mange fremtrædende kunstnere (hovedsageligt rock), som Nirvana, Guns N' Roses, Slipknot, Kings of Leon, U2, Bob Dylan, Black Sabbath og Green Day. Der er også lagt vægt på verdensmusik, alternativ Genrer og dansk musik på festivalen. I 2000 blev festivalen ramt af en ulykke under en Pearl Jam-koncert, hvor ni mennesker blev knust af de vilde skarer, hvilket har gjort sikkerhed til et primært problem for de følgende festivaler. Festivalen har ikke haft yderligere hændelser af den slags.

### Pop
Ved siden af de karakterfulde genrer er der også en bred flod af forbrugsmusik,[kilde mangler] der ikke gør krav på musikalsk kvalitet af nogen art.[kilde mangler]
Denne omfatter blandt andet popmusik fra udlandet med oversatte danske tekster, melodi grand prix samt anden dusinvaremusik[kilde mangler] som Grethe & Jørgen Ingmann, Dorthe Kollo, Brødrene Olsen, Thomas Helmig, Rasmus Seebach, Medina, Fallulah og Emmelie de Forest.